# Ralph Edwards
Ralph Livingstone Edwards (13 juin 1913 à Merino, Colorado - 16 novembre 2005 à Hollywood, Californie) est un producteur, scénariste, acteur et animateur de télévision américain.

## Biographie

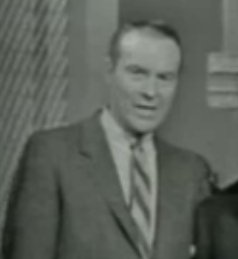
Ralph Edwards en 1956

Pionnier de la télévision, Ralph Edwards commence sa carrière comme animateur de radio à l'Université de Califorine à Berkeley. En 1940, il crée le jeu Truth or Consequences qui sera diffusé pendant 38 ans à la radio et à la télévision. Ralph Edwards lance le jeu à la radio (1940 à 1957) puis l'introduit à la télévision en animant le programme de 1950 à 1951 avant de laisser la place à Jack Bailey, Bob Barker, puis Bob Hilton.
Ralph Edwards devient producteur d'émissions de télévision dès le début des années 1950, notamment This Is Your Life sur NBC de 1952 à 1961.

## Filmographie
- 1942 : Sept Jours de perm (Seven Days' Leave) de Tim Whelan